# Massimo Cenci
Massimo Cenci (ur. 8 czerwca 1967), sanmaryński polityk, kapitan regent San Marino od 1 kwietnia 2009 do 1 października 2009.

## Życiorys
Massimo Cenci ukończył ekonomię i handel na Uniwersytecie Bolońskim oraz zarządzanie i komunikację na Uniwersytecie San Marino. W latach 2001–2003 zajmował stanowisko sekretarza Państwowej Rady Księgowych San Marino. Od 1999 do 2003 pełnił funkcję sekretarza zarządu Zamku Miasta San Marino. W 2005 był jednym z założycieli Nowej Partii Socjalistycznej (NPS, Nuovo Partito Socialista), w której pełni również funkcję wicesekretarza. 
Po wyborach parlamentarnych w listopadzie 2008, Cenci wszedł w skład Wielkiej Rady Generalnej (parlament) z ramienia NPS, wchodzącej w skład szerszej centro-prawicowej koalicji Pakt dla San Marino, która objęła władzę po wyborach. W parlamencie zasiada w Komisji Spraw Konstytucyjnych i Instytucyjnych oraz Komisji Finansów, Budżetu i Planowania. Jest również przedstawicielem San Marino w Unii Międzyparlamentarnej. 
18 marca 2009 Massimo Cenci został wybrany przez parlament kapitanem regentem San Marino. Urząd objął 1 kwietnia 2009, na okres sześciu miesięcy.
Massimo Cenci jest żonaty, ma dwoje dzieci.